# Disciple que Jésus aimait
L'expression « le disciple que Jésus aimait » ou « le disciple bien-aimé » (en grec ancien :  ὃν ἠγάπα ὁ Ἱησοῦς), est utilisée à plusieurs reprises dans l’Évangile selon Jean pour désigner un disciple anonyme de Jésus de Nazareth.
Plusieurs identifications ont été proposées par les exégètes et les chercheurs notamment, suivant la tradition chrétienne, avec l'apôtre Jean, fils de Zébédée, mais aussi avec un personnage secondaire du ministère de Jésus qui aurait pris de l'importance en ayant fondé la communauté johannique, ou avec un personnage symbolique incarnant une manière de disciple parfait. Certains chercheurs l'identifiant enfin au rédacteur de l'évangile johannique ou encore à Lazare. 

## Analyses
Lors de la Cène, c'est le disciple bien-aimé, qui, « couché sur le sein de Jésus », lui demande qui va le trahir. Lors de la Crucifixion, Jésus confie sa mère Marie au disciple bien-aimé, en disant : « Femme, voici ton fils », puis au disciple « Voici ta mère ». Quand Marie Madeleine découvre le tombeau vide, elle court le dire au « disciple bien-aimé » et à Pierre. C'est le premier à atteindre le tombeau. C'est encore lui qui le premier reconnaît Jésus au lac de Tibériade après sa Résurrection. Dans l'épilogue, Pierre s'enquiert auprès de Jésus du sort de ce disciple. Enfin, pour certains exégètes, il est possible qu'il s'agisse du « disciple connu du grand-prêtre » qui accompagne Pierre et Jésus lors de la confrontation de ce dernier avec Hanne.
L'évangile s'achève sur deux versets qui identifient ce « disciple bien-aimé » à l'auteur dans ce qui constitue l'épilogue de l'évangile, dont une majorité de commentateurs estime qu'il est de rédaction plus tardive que le chapitre précédent mais de rédaction relativement ancienne. L'interprétation traditionnelle voit dans le passage à la première personne l'opportunité d'identifier l'auteur de l'évangile avec « le disciple que Jésus aimait ».
En attribuant ainsi le texte à une personne nommée « Jean », il est vraisemblable que le cercle des éditeurs johanniques, à l'instar de la tradition, envisageait l'apôtre Jean, mettant ainsi le « disciple bien-aimé » en relation avec le cercle des disciples proches de Jésus et garantissant de la sorte son autorité.

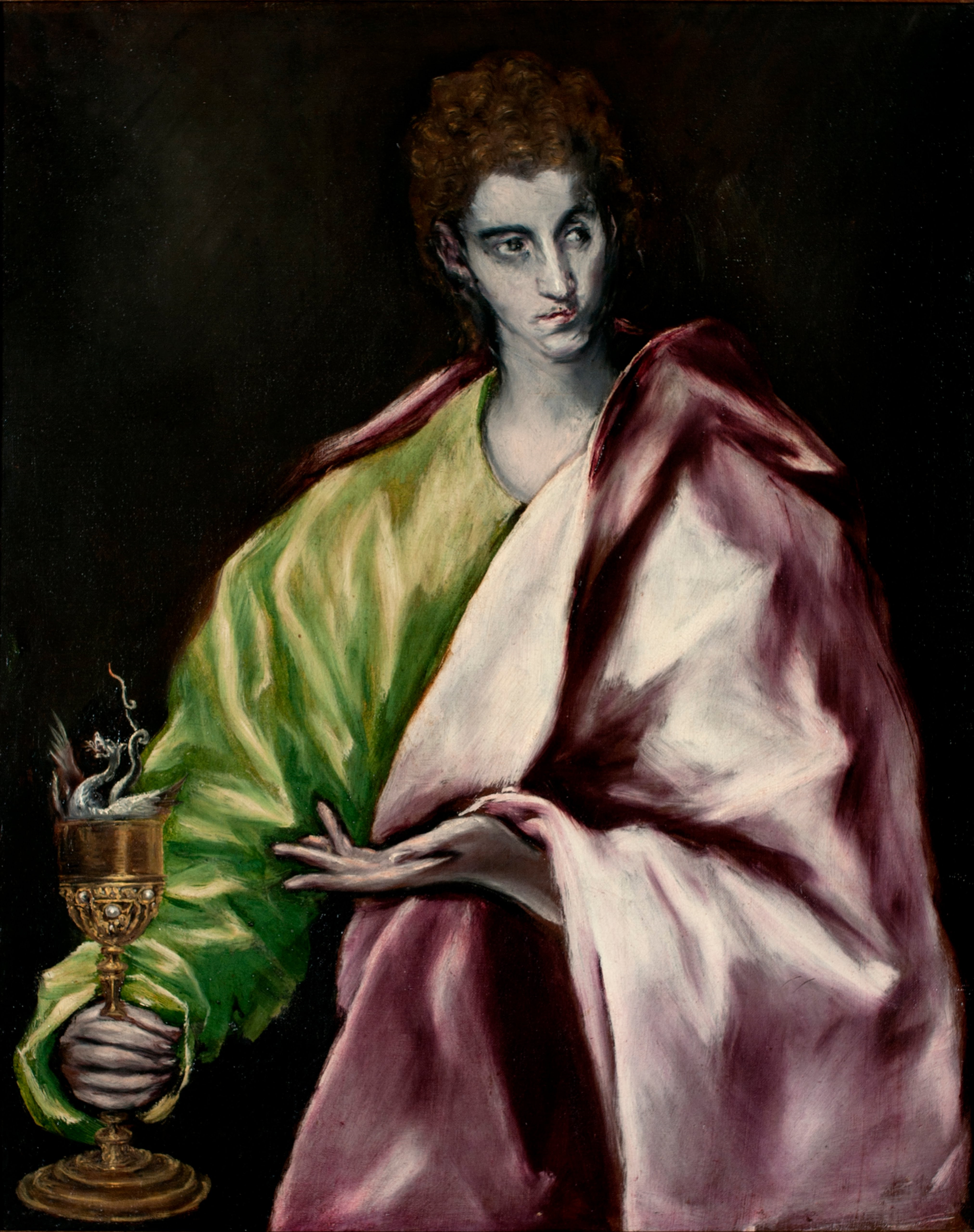
Saint Jean l'évangéliste, par le Greco, v. 1600.

Trois approches prédominent en ce qui concerne l'identité de ce « disciple bien-aimé » :
- Une première approche consiste à l'assimiler à un personnage connu des textes du Nouveau Testament, à l'instar de ce que suit la tradition chrétienne avec Jean, fils de Zébédée — ou « Jean le Zébédaïde » — ou encore, quoiqu'assez rarement, avec Lazare[6], Jean-Marc[n 3], Matthias[7], Thomas ou encore Marie-Madeleine[8] ;
- Dans une autre approche, des exégètes ont considéré ce « disciple bien-aimé » comme un personnage symbolique incarnant une manière de disciple parfait ;
- Une troisième approche défendue par Raymond Edward Brown envisage le « disciple bien-aimé » comme un personnage secondaire du ministère de Jésus qui, de ce fait, n'aurait pas été évoqué par les synoptiques mais qui aurait pris de l'importance à travers la communauté johannique — qu'il a pu fonder[n 4] — laissant à travers le quatrième évangile le portrait d'un personnage idéal, plus proche de Jésus par l'amour que Pierre lui-même[5]. Selon Brown, ce « disciple bien-aimé »[v 9], qui serait le témoin oculaire sur lequel l'évangile attire l'attention au pied de la croix de Jésus [v 10], pourrait être la source de la tradition du quatrième évangile, dont l'évangéliste — qui parle de lui à la troisième personne[v 11] — serait un disciple, le ou les rédacteurs ultérieurs étant peut-être d'autres disciples relevant de l'« école johannique »[9]. Par ailleurs, l'ajout du chapitre 21 par quelqu'un qui n'est pas l'auteur du corps du texte semble témoigner d'une tentative pour identifier Jean, fils de Zébédée au « disciple bien-aimé »[10]. Dans ce chapitre[v 12], le dialogue entre Jésus et Pierre présuppose la mort du « disciple bien-aimé » qui ne peut de la sorte être l'auteur de l'intégralité du quatrième évangile[11].

Le « disciple bien-aimé » a souvent lui-même été identifié à Jean, fils de Zébédée, l'un des douze Apôtres. Mais des historiens comme Oscar Cullmann ont distingué deux Jean, l'apôtre et l'évangéliste, ce dernier étant identifié dans ce cas au « disciple bien-aimé ». L'attribution de l'évangile à un Jean le Presbytre, cité par Papias et distinct du fils de Zébédée, a été défendue par plusieurs exégètes comme Jean Colson, Oscar Cullmann, François Le Quéré, Joseph A. Grassi, James H. Charlesworth, Xavier Léon-Dufour.
Tenant de la réhabilitation de la théorie de témoins oculaires ayant directement connu Jésus, Richard Bauckham reprend l'hypothèse de la rédaction du quatrième évangile par le « disciple favori » mais, bien qu'il ne lie pas ce dernier à l'apôtre Jean, ses hypothèses exégétiques et textuelles, qui soulèvent certaines difficultés dont l'absence totale de mention de ce disciple dans les synoptiques, sont vivement débattues.

## Versets
« Un des disciples, celui que Jésus aimait, était à table à côté de Jésus. »

— Jn 13,23 (Bible Segond 21)

« Pierre se retourna et vit venir derrière eux le disciple que Jésus aimait, celui qui, pendant le souper, s'était penché vers Jésus et avait dit : " Seigneur, qui est celui qui va te trahir ? " »

— Jn 21,20 (S21)